# ウィリアム・ヴァーノン・ハーコート
サー・ウィリアム・ジョージ・グランヴィル・ヴェナブルズ・ヴァーノン・ハーコート（英: Sir William George Granville Venables Vernon Harcourt, PC, QC, DL、1827年10月14日 - 1904年10月1日）は、イギリスの政治家。
ヴィクトリア朝後期の自由党政権で閣僚職を歴任した。「小英国主義」派であり、長らくグラッドストンの支持者だったが、第四次グラッドストン内閣ではグラッドストンから離反した。ローズベリー伯爵の後を受けて野党期の自由党の党首となったが、党を掌握できず、間もなく退任。サー・ヘンリー・キャンベル＝バナマンが代わって自由党党首となった。

## 経歴

### 生い立ち
1827年10月14日、ウィリアム・ヴァーノン・ハーコートの次男としてオックスフォードのナンハム・パークに生まれる。父は科学者で英国科学協会の事実上の創設者であり、ヴァーノン男爵ヴェナブルズ＝ヴァーノン家の分流にあたる
1851年にケンブリッジ大学トリニティ・カレッジを卒業。1854年に弁護士資格を取得し、1866年には勅選弁護士（QC）となった。1869年にはケンブリッジ大学の国際法の教授となる。1873年には法務次官に任じられるとともにナイトの称号を与えられた。

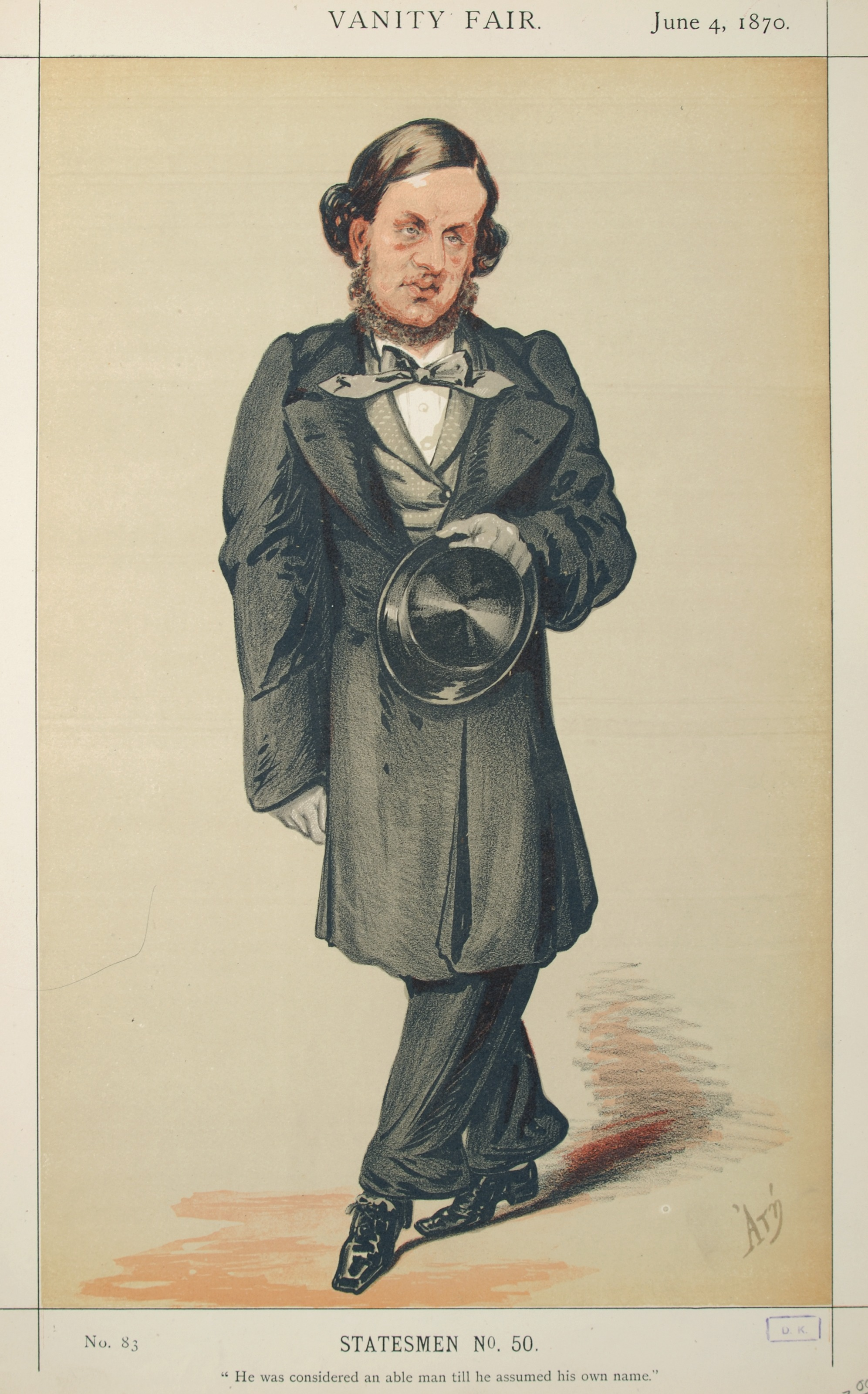
1870年6月4日の『バニティ・フェア』誌に描かれたハーコートの似顔絵。

### 庶民院議員に
1868年から1880年にかけてはオックスフォード選挙区から選出されて自由党の庶民院議員を務めた。1880年から1895年にかけてはダービー選挙区、さらに1895年から死去まではウェスト・マンマスシャー選挙区から選出された。

### 第二次グラッドストン内閣
1880年に第2次グラッドストン内閣が発足するとその内務大臣に就任する。1880年の狩猟法、1881年のアイルランド武器法、1883年の爆発物法の制定などに活躍した。
彼は閣内においてグラッドストンに最も忠実な閣僚であり、1884年にスーダン・ハルトゥームでマフディー軍に包囲されたチャールズ・ゴードン将軍を救出する援軍を派遣すべきか否かの閣内論争では、ほとんどの閣僚が援軍派遣に賛成する中、小英国主義の立場から援軍派遣に反対するグラッドストンをインド担当大臣キンバリー伯爵とともに最後まで支持した（結局グラッドストンが折れて援軍派遣が決定したが）。

### 第三次グラッドストン内閣
1886年1月末に成立した第3次グラッドストン内閣の組閣に際しては、ハーコートは大法官として入閣することで貴族になることを希望していたが、グラッドストンからの要請により財務大臣として入閣することになった。
しかしこの内閣はアイルランド自治法案をめぐって失敗したため、7月には総辞職へ追い込まれた。

### 第四次グラッドストン内閣

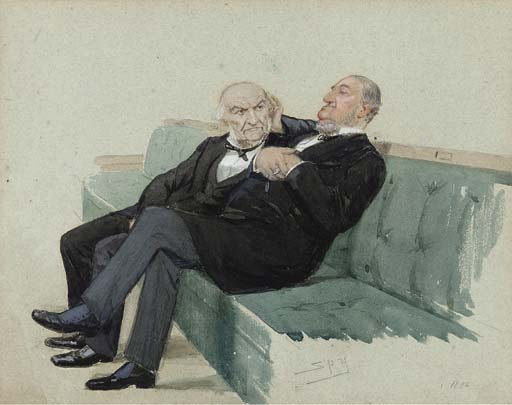
1892年12月3日の『バニティ・フェア』誌に描かれたグラッドストンとハーコートの似顔絵。

1892年7月に成立した第4次グラッドストン内閣でも財務大臣として入閣したが、この頃にはハーコートはグラッドストンのアイルランド自治法案への偏愛ぶりを煙たがるようになっており、グラッドストンに口答えするようになっていた。
しかし「小英国主義派」という面ではハーコートはグラッドストンと同じ立場であり、1892年から1893年にかけて「自由帝国主義派」の外相ローズベリー伯爵が推し進めていたウガンダ植民地化には、グラッドストンとともに慎重姿勢をとった（結局最後にはグラッドストンが折れて1894年にウガンダはイギリスに併合された）。
また列強の植民地争奪戦の激化で1893年後半からイギリス国内では海軍増強の必要性が叫ばれるようになり、グラッドストン内閣でも閣僚のほとんどが海軍増強に賛成するようになった。グラッドストンとハーコートと他二閣僚はそれに反対し続けたが、1894年に入るとハーコートは海軍予算増額を認めなければ内閣が瓦解すると考え、海軍増強派に転じた。これによって閣内で完全に孤立したグラッドストンは海軍増強の是非をめぐる解散総選挙を行おうとしたが、閣僚の全員一致で反対された。ハーコートも「利己的な狂人の行為」と評してグラッドストンを批判した。結局グラッドストンは辞職することになった。
グラッドストンの退任で自由党庶民院院内総務にはハーコートが就任することになった。

### ローズベリー伯爵内閣
第四次グラッドストン内閣の辞職に際してヴィクトリア女王はグラッドストンに後任の首相について下問しなかった。世論はハーコートが後任の首相になるものと思っていたが、ハーコートは態度が傍若無人なため、閣内で嫌われており、ハーコートを首相にすればただちに内閣が瓦解する危険があった。そのため女王はローズベリー伯爵に組閣の大命を与えた。だが世論はそうした事情を知らなかったのでハーコートが理不尽に女王に退けられたと考え、ハーコートに同情を寄せた。
ハーコートはローズベリー伯爵内閣でも財務大臣に留任し、海軍増強予算を捻出するため、累進性の相続税を制定した。これによりハーコートは貧しい庶民の人気を集め、一層世論面で優位に立った。しかし自由党政権そのものが長く続かず、1895年6月にはローズベリー伯爵内閣は議会で敗北して総辞職に追い込まれ、第三次ソールズベリー侯爵内閣（保守党政権）が発足した。

### 自由党党首
下野後の自由党は、ローズベリー伯爵が名目上の党首を務めつつ、ハーコートが自由党庶民院院内総務、キンバリー卿が自由党貴族院院内総務としてそれぞれの院の自由党を指導した。ローズベリー伯爵とハーコートは折り合いが悪く、1896年10月にローズベリー伯爵はハーコートへのあてつけで党首職を辞した。この際にハーコートは「党首が去っても何も変わらんよ。自由党員が一人減っただけだ。お先まっくらなので帽子を取ってサヨナラしたのだろう」と嘲笑したという。
以降ハーコートは自由党党首も兼ねるようになった。しかしトランスヴァール共和国をめぐって南アフリカ情勢が緊迫する中、自由党はハーコートやサー・ヘンリー・キャンベル＝バナマンら「小英国主義派」とローズベリー伯爵やハーバート・ヘンリー・アスキスら「自由帝国主義派」に分裂していった。もともと敵が多いハーコートは庶民院自由党を掌握できず、1898年春には辞職に追い込まれた。後任の党首にはキャンベル＝バナマンが就任する。
1904年10月1日にナンハムで死去した。

## 栄典
- 1866年、勅選弁護士（英語版）（QC）[6]
- 1873年、ナイト[6]
- 1880年、枢密顧問官（PC）[18][6]
- 副統監（DL）[18]

## 家族
1859年にマリア・テレサ・リスターと最初の結婚をし、彼女との間に以下の2子を儲ける。
- 第1子（長男）ジュリアン（1860年-1862年）
- 第2子（次男）ルイス（英語版）（1863年-1922年） ： 初代ハーコート子爵（英語版）

1876年に歴史家ジョン・ロスロップ・モトリーの娘エリザベスと再婚し、彼女との間に以下の1子を儲ける。
- 第3子（三男）ロバート（英語版）（1878年-1962年）